# Đế quốc Timur
Nhà Timur (tiếng Ba Tư: تیموریان), tự xưng là Gurkānī (tiếng Ba Tư: گوركانى), là một triều đại Ba Tư hóa theo Hồi giáo Sunni ở Trung Á thuộc dòng dõi Turk-Mông Cổ trị vì Đế quốc Timur gồm toàn cõi Iran, Afghanistan ngày nay, Trung Á, cũng như nhiều phần đất của Pakistan, Lưỡng Hà, Tiểu Á và vùng Kavkaz thời đó. Nhà Timur được nhà chinh phạt Timur Lenk (Tamerlane) thành lập vào thế kỷ 14.
Nhà Timur mất phần lớn quyền kiểm soát Ba Tư về tay nhà Safavid vào năm 1501, nhưng các thành viên của triều đại này tiếp tục ngự trị các phần đất Trung Á, đôi khi gọi là các tiểu quốc Timur. Vào thế kỷ 16, vương hầu nhà Timur là Babur, tiểu vương xứ Fergana, xâm lược Pakistan và Bắc Ấn ngày nay, thành lập Đế quốc Mogul. Nhà Mogul cai trị phần lớn Bắc Ấn đến khi suy tàn sau thời Aurangzeb vào đầu thế kỷ 18, và chính thức giải thể sau cuộc binh biến Ấn Độ năm 1857, mở ra thời kỳ Ấn Độ thuộc Anh. Sau này, các vương tử của triều đại chủ yếu là dùng tước hiệu Mirza để thể hiện nguồn gốc từ Êmia.

## Danh sách những người cai trị

### Đế quốc Timurid
| Danh xưng | Tên                                                       | Cai trị                                          |
| --- | --------------------------------------------------------- | ------------------------------------------------ |
| Timur cai trị Hãn quốc Sát Hợp Đài với các hãn trên danh nghĩa lần lượt là Soyurghatmïsh Khan và Sultan Mahmud Khan, còn ông tự phong mình là một Amir. Như vậy, về bản chất thì Timur đã trở thành người cai trị trên thực tế của Tây Sát Hợp Đài và điều này đánh dấu sự ra đời của Đê quốc Timur. |                                                           |                                                  |
| Amir امیر Timur Lang تیمور لنگ | Timur Beg Gurkani تیمور بیگ گورکانی                       | 9 tháng 4 năm 1370 – 14 tháng 4 năm 1405         |
| Amir امیر | Pir Muhammad bin Jahangir Mirza پیر محمد بن جہانگیر میرزا | 14 tháng 4 năm 1405 – 22 tháng 2 năm 1407        |
| Amir امیر | Khalil Sultan bin Miran Shah خلیل سلطان بن میران شاہ      | 22 tháng 2 năm 1407 – 13 tháng 5 năm 1409        |
| Amir امیر | Shahrukh Mirza شاھرخ میرزا                                | 20 tháng 2 năm 1405 – 13 tháng 3 năm 1447        |
| Amir امیر Ulugh Beg الغ بیگ | Mirza Muhammad Tāraghay میرزا محمد طارق                   | 13 tháng 3 năm 1447 – Trước 27 tháng 10 năm 1449 |
| Phân chia Đế quốc Timur |                                                           |                                                  |

| Transoxiana | Khurasan/Herat/Fars/Iraq-e-Ajam |
| --- | --- |
| Abdal-Latif Mirza میرزا عبداللطیف Padarkush (Kẻ giết cha) Trước/sau 27 tháng 10 năm 1449 — 9 tháng 5 năm 1450 | Ala al-Dawla Mirza علاء الدولہ میرزا بن بایسنقر ? Abul-Qasim Babur Mirza میرزا ابوالقاسم بابر بن بایسنقر Trước 27 tháng 10 năm 1449 — 1451 Sultan Muhammad سلطان محمد ابن بایسنقر 1447 — 1451 |
| Abdullah Mirza میرزا عبد اللہ 1450 — Tháng 6 năm 1451 | Ala al-Dawla Mirza علاء الدولہ میرزا بن بایسنقر ? Abul-Qasim Babur Mirza میرزا ابوالقاسم بابر بن بایسنقر Trước 27 tháng 10 năm 1449 — 1451 Sultan Muhammad سلطان محمد ابن بایسنقر 1447 — 1451 |
| Abu Said Mirza میرزا عبد اللہ Tháng 6 năm 1451 — Tháng 3 năm 1459 | Abul-Qasim Babur Mirza میرزا ابوالقاسم بابر بن بایسنقر 1451 — 1457 |
| Abu Said Mirza میرزا عبد اللہ Tháng 6 năm 1451 — Tháng 3 năm 1459 | Sultan Muhammad سلطان محمد ابن بایسنقر 1457 |
| Abu Said Mirza میرزا عبد اللہ Tháng 6 năm 1451 — Tháng 3 năm 1459 | Sultan Muhammad سلطان محمد ابن بایسنقر 1457 — Tháng 3 năm 1459 |
| Abu Said Mirza میرزا عبد اللہ (Dù Abu Sa'id Mirza thống nhất hầu hết lãnh thổ trung tâm của Đế quốc Timurid cũ tại Trung Á, ông lại chấp nhận phân chia Iran cho Tộc Đột Quyết Cừu Đen dưới quyền Jahan Shah, tuy nhiên Tộc Đột Quyết Cừu Trắng dưới quyền Uzun Hassan đánh bại và giết chết, rồi sau đó là tới chính Abu Said Mirza cũng bị giết chết theo. Cái chết của Abu Sa'id's đưa nhà Timur vào thời kỳ phân chia mới.) Tháng 3 năm 1459 — 8 tháng 2 năm 1469 | |
| Vùng Transoxiana bị phân chia | Sultan Husayn Bayqara سلطان حسین میرزا بایقرا 24 tháng 3 năm 1469 — 15 tháng 9 năm 1469 |
| Vùng Transoxiana bị phân chia | Yadgar Muhammad Mirza میرزا یادگار محمد Tháng 7 năm 1470 — Nửa sau tháng 8 năm 1470 |
| Vùng Transoxiana bị phân chia | Sultan Husayn Bayqara سلطان حسین میرزا بایقرا Tháng 8 năm 1470 — 4 tháng 5 năm 1506 |
| Vùng Transoxiana bị phân chia | Badi' al-Zaman Mirza بدیع الزمان میرزا 4 tháng 5 năm 1506 — 1507 Muzaffar Husayn Mirza مظفر حسین میرزا 4 tháng 5 năm 1506 — 1507                                                              |
| Vùng Transoxiana bị phân chia | Người Uzbek dưới quyền Muhammad Shayabak Khan chiếm đóng Herat |

Các con của Abu Sa'id phân chia xứ Transoxiana sau khi ông mất, gồm Samarkand, Bukhara, Hissar, Balkh, Kabul và Farghana.
| Samarkand | Bukhara                                                                                  | Hissar                                                                                   | Farghana                                                                                      | Balkh | Kabul |
| --- | ---------------------------------------------------------------------------------------- | ---------------------------------------------------------------------------------------- | --------------------------------------------------------------------------------------------- | --- | --- |
| Sultan Ahmad Mirza سلطان احمد میرزا 8 tháng 2 năm 1469 — 1494 | Sultan Ahmad Mirza سلطان احمد میرزا 8 tháng 2 năm 1469 — 1494                            | Sultan Ahmad Mirza سلطان احمد میرزا 8 tháng 2 năm 1469 — 1494                            | Umar Shaikh Mirza II عمر شیخ میرزا ثانی 8 tháng 2 năm 1469 — 1494                             | Sultan Mahmud Mirza سلطان محمود میرزا 8 tháng 2 năm 1469 — Tháng 1 năm 1495                                | Ulugh Beg Mirza II میرزا الغ بیگ 8 tháng 2 năm 1469 — 1502                                                                     |
| Sultan Baysonqor Mirza bin Mahmud Mirza بایسنقر میرزا بن محمود میرزا 1495 — 1497 | Sultan Ali bin Mahmud Mirza سلطان علی بن محمود میرزا 1495 — 1500                         | Sultan Masud Mirza bin Mahmud Mirza سلطان مسعود بن محمود میرزا 1495 — ?                  | Zahir-ud-din Muhammad Babur ظہیر الدین محمد بابر 1494 — Sau tháng 5 năm 1497                  | Khusrau Shah خسرو شاہ (Tiếm ngôi) ? — Tháng 10 năm 1504                                                    | Mukim Beg Arghun مقیم ارغون (Tiếm ngôi) ? — Tháng 10 năm 1504                                                                  |
| Người Uzbek dưới quyền Muhammad Shayabak Khan chiếm đóng 1500 — 1501 | Người Uzbek dưới quyền Muhammad Shayabak Khan chiếm đóng 1500 — 1501                     | Người Uzbek dưới quyền Muhammad Shayabak Khan chiếm đóng 1500 — 1501                     | Jahangir Mirza II جہانگیر میرزا (Bù nhìn của Sultan Ahmed Tambol) Sau tháng 5 năm 1497 — 1504 | Zahir-ud-din Muhammad Babur ظہیر الدین محمد بابر Tháng 10 năm 1504 — Tháng 10/11/12 năm 1504 hoặc năm 1505 | Zahir-ud-din Muhammad Babur ظہیر الدین محمد بابر Tháng 10 năm 1504 — Tháng 10/11/12 năm 1504 hoặc năm 1505                     |
| Người Uzbek dưới quyền Muhammad Shayabak Khan chiếm đóng 1501 — 1504/1505 |                                                                                          |                                                                                          |                                                                                               | Zahir-ud-din Muhammad Babur ظہیر الدین محمد بابر Tháng 10 năm 1504 — Tháng 10/11/12 năm 1504 hoặc năm 1505 | Zahir-ud-din Muhammad Babur ظہیر الدین محمد بابر Tháng 10 năm 1504 — Tháng 10/11/12 năm 1504 hoặc năm 1505                     |
| Người Uzbek dưới quyền Muhammad Shayabak Khan chiếm đóng 1504/1505 — 2 tháng 12 năm 1510 | Người Uzbek dưới quyền Muhammad Shayabak Khan chiếm đóng 1504/1505 — 2 tháng 12 năm 1510 | Người Uzbek dưới quyền Muhammad Shayabak Khan chiếm đóng 1504/1505 — 2 tháng 12 năm 1510 | Người Uzbek dưới quyền Muhammad Shayabak Khan chiếm đóng 1504/1505 — 2 tháng 12 năm 1510      | Người Uzbek dưới quyền Muhammad Shayabak Khan chiếm đóng 1504/1505 — 2 tháng 12 năm 1510                   | Zahir-ud-din Muhammad Babur ظہیر الدین محمد بابر Tháng 10/11/12 năm 1504 hoặc 1505 — 2 tháng 12 năm 1510 hoặc nửa đầu năm 1511 |
| Zahir-ud-din Muhammad Babur ظہیر الدین محمد بابر (Lãnh thổ mà Babur kiểm soát thời bấy giờ là rộng nhất cho đến trước khi xâm chiếm tiểu lục địa Ấn Độ. Giống như ông nội của ông là Abu Sa'id Mirza, Babur cố gắng thống thất các vùng đất trung tâm của nhà Timur ở Trung Á với sự giúp đỡ của shah nhà Safavid là Ismail I. Các vùng đất mà ông cai trị trải dài từ biển Caspi và dãy núi Ural cho tới tận Ghanzi; chúng bao gồm các thành phố như Kabul, Ghazni, Kunduz, Hissar, Samarkand, Bukhara, Farghana, Tashkent và Seiram) 1511 — 1512 |                                                                                          |                                                                                          |                                                                                               | | |
| Người Uzbek dưới quyền Ubaydullah Sultan tái chiếm xứ Transoxiana và Balkh 1512 | Người Uzbek dưới quyền Ubaydullah Sultan tái chiếm xứ Transoxiana và Balkh 1512          | Người Uzbek dưới quyền Ubaydullah Sultan tái chiếm xứ Transoxiana và Balkh 1512          | Người Uzbek dưới quyền Ubaydullah Sultan tái chiếm xứ Transoxiana và Balkh 1512               | Người Uzbek dưới quyền Ubaydullah Sultan tái chiếm xứ Transoxiana và Balkh 1512                            | Zahir-ud-din Muhammad Babur ظہیر الدین محمد بابر 1512 — 26 tháng 12 năm 1530                                                   |
| Đế quốc Timur ở Trung Á bị Khả hãn quốc Bukhara của người Uzbek xâm chiếm. Tuy nhiên, nhà Timur lại bắt đầu cuộc xâm chiếm Ấn Độ dưới sự chỉ huy của Zahir-ud-din Muhammad Babur vào năm 1526 và thành lập vương triều nhà Timur ở Ấn Độ. |                                                                                          |                                                                                          |                                                                                               | | |

### Đế quốc Mogul
| Hoàng đế            | Chân dung   | Sinh – mất                                      | Cai trị                                     |
| ------------------- | ----------- | ----------------------------------------------- | ------------------------------------------- |
| Babur               | không khung | 14 tháng 2 năm 1483 – 26 tháng 12 năm 1530      | 20 tháng 4 năm 1526 – 26 tháng 12 năm 1530  |
| Humayun             | không khung | 17 tháng 3 năm 1508 – 4 tháng 3 năm 1556        | 26 tháng 12 năm 1530 – 17 tháng 5 năm 1540  |
| Sher Shah Suri      | không khung | 1472/1486 – 22 tháng 5 năm 1545                 | 17 tháng 5 năm 1540 – 22 tháng 5 năm 1545   |
| Islam Shah Suri     | không khung | 1505 – 22 tháng 11 năm 1554                     | 22 tháng 5 năm 1545 – 22 tháng 11 năm 1554  |
| Humayun             | không khung | 17 tháng 3 năm 1508 – 4 tháng 3 năm 1556        | 22 tháng 11 năm 1554 – 17 tháng 5 năm 1540  |
| Akbar               | không khung | 25 tháng 10 năm 1542 – 27 tháng 10 năm 1605     | 11 tháng 2 năm 1556 – 27 tháng 10 năm 1605  |
| Jahangir            | không khung | 30 tháng 8 năm 1569 – 28 tháng 10 năm 1627      | 3 tháng 11 năm 1605 – 28 tháng 10 năm 1627  |
| Shah Jahan          | không khung | 5 tháng 1 năm 1592 – 22 tháng 1 năm 1666        | 19 tháng 1 năm 1628 – 31 tháng 7 năm 1658   |
| Aurangzeb           | không khung | 3 tháng 11 năm 1618 – 3 tháng 3 năm 1707        | 31 tháng 7 năm 1658 – 3 tháng 3 năm 1707    |
| Bahadur Shah I      | không khung | 14 tháng 10 năm 1643 – 27 tháng 2 năm 1712      | 19 tháng 6 năm 1707 – 27 tháng 2 năm 1712   |
| Jahandar Shah       | không khung | 10 tháng 5 năm 1661 – 11 tháng 2 năm 1713       | 29 tháng 3 năm 1712 – 11 tháng 2 năm 1713   |
| Farrukhsiyar        | không khung | 20 tháng 8 năm 1683 – 9 April 1719              | 11 tháng 1 năm 1713 – 28 tháng 2 năm 1719   |
| Rafi ud-Darajat     | không khung | 1 tháng 12 năm 1699 – 6 tháng 6 năm 1719        | 28 tháng 2 – 6 tháng 6 năm 1719             |
| Shah Jahan II       | không khung | Tháng 6 năm 1696 – 19 tháng 9 năm 1719          | 6 tháng 6 – 17 tháng 9 năm 1719             |
| Nikusiyar           | không khung | Trước 6 tháng 10 năm 1679 – 12 tháng 4 năm 1723 | 18 tháng 5 năm 1719 – 13 tháng 8 năm 1719   |
| Muhammad Ibrahim    | không khung | 9 tháng 8 năm 1703 – 31 tháng 1 năm 1746        | 15 tháng 10 – 13 tháng 11 năm 1720          |
| Muhammad Shah       | không khung | 7 tháng 8 năm 1702 – 26 tháng 4 năm 1748        | 27 tháng 9 năm 1719 – 13 tháng 11 năm 1720  |
| Ahmad Shah Bahadur  | không khung | 23 tháng 12 năm 1725 – 1 tháng 1 năm 1775 (?)   | 29 tháng 4 năm 1748 – 2 tháng 6 năm 1754    |
| Alamgir II          | không khung | 6 tháng 6 năm 1699 – 29 tháng 11 năm 1759       | 3 tháng 6 năm 1754 – 29 tháng 9 năm 1759    |
| Shah Jahan III      | không khung | 1711 – 1772                                     | 10 tháng 12 năm 1759 – 10 tháng 10 năm 1760 |
| Shah Alam II        | không khung | 25 tháng 6 năm 1728 – 19 tháng 11 năm 1806      | 10 tháng 10 năm 1760 – 31 tháng 7 năm 1788  |
| Mahmud Shah Bahadur | không khung | 1749 – 1790                                     | 31 tháng 7 năm 1788 – 11 tháng 10 năm 1788  |
| Shah Alam II        | không khung | 25 tháng 6 năm 1728 – 19 tháng 11 năm 1806      | 16 tháng 10 năm 1788 – 19 tháng 11 năm 1806 |
| Akbar Shah II       | không khung | 22 tháng 4 năm 1760 – 28 tháng 9 năm 1837       | 19 tháng 11 năm 1806 – 28 tháng 9 năm 1837  |
| Bahadur Shah II     | không khung | 24 tháng 10 năm 1775 – 7 tháng 11 năm 1862      | 28 tháng 9 năm 1837 – 21 tháng 9 năm 1857   |